# Louis Alfred Auguste Briosne
Louis Alfred Auguste Briosne (Parigi, 1º marzo 1825 – Levallois-Perret, 18 luglio 1873) è stato un attivista francese.
Fu una personalità della Comune dei Parigi.

## Biografia
Partecipò alla Rivoluzione del 1848 facendosi chiamare Louis Rabussier. Nel 1853 sposò la vedova Massignat, una sarta madre di un bambino, e lavorò prima come mediatore commerciale, poi come confezionatore di fiori artificiali.
Avversario dell'Impero, fu più volte incarcerato. Dopo la proclamazione della Repubblica fu delegato al Comitato centrale dei venti arrondissement e firmò il «manifesto rosso», pubblicato il 7 gennaio 1871, con il quale si chiedevano le dimissioni del governo di difesa nazionale e la creazione della Comune.
Il 16 aprile fu eletto al Consiglio della Comune, ma rifiutò di prendere parte alle sedute perché non aveva ottenuto, come prevedeva una legge del 1849, almeno un ottavo dei voti degli elettori. Comandò il 128º battaglione della Guardia nazionale e fu soprattutto attivo nei circoli rivoluzionari, dove si distinse come comunista anti-proudhoniano e brillante oratore.
Morì nel 1873, senza essere stato perseguitato dalla reazione versagliese.